# Dicranodontium filifolium
Dicranodontium filifolium är en bladmossart som beskrevs av Brotherus 1929. Dicranodontium filifolium ingår i släktet Dicranodontium och familjen Dicranaceae. Inga underarter finns listade i Catalogue of Life.